# Luz (rivière)
Pour les articles homonymes, voir Luz.
Le Luz est un affluent gauche du gave de Pau, entre le Béez et le Soust.

## Étymologie
Luz est un thème hydronymique aquitanique signifiant 'limoneux'.

## Géographie
Le Luz naît au nord-est de Lys. Il rejoint à Arros la vallée du gave qu'il longe pour confluer face à Assat.

## Département et communes traversés
- Pyrénées-Atlantiques : Lys, Haut-de-Bosdarros, Arros-de-Nay, Saint-Abit, Pardies-Piétat, Baliros.

## Principaux affluents
- (G) le ruisseau de Castéra, 1 km.
- (G) le Petit Béez, 3,1 km.
- (G) le Luz de Casalis, 7,3 km.
- (G) le Gest, 14,8 km.